# Ronny Reinholdsson
Ronny  Reinholdsson, född 1933 i Borås, död 2013, var en svensk arkitekt.
Efter studentexamen i Borås studerade Reinholdsson vid Chalmers tekniska högskola och anställdes därefter på Göteborgs stads stadsbyggnadskontor 1962. Efter några år erhöll han ett planeraruppdrag för Världsbanken i Trinidad och Tobago, men återvände till stadsbyggnadskontoret i Göteborg 1968. Han ägnade sig främst åt program- och planprojekt, både i innerstad och ytterstad och var under en tid sakkunnig vid Bostadsdepartementet. Han blev stadsarkitekt i Göteborgs kommun 1984, men valde att lämna denna befattning 1988 i samband med en omorganisation. Han startade därefter egen verksamhet under namnet Stadsbyggnadskonsult (SBK) med inriktning på planfrågor och stadsbyggnadsjuridik. Han upprättade detaljplaner för Bollebygds, Kungälvs och Öckerö kommuner och hade även olika uppdrag i Strömstads, Tjörns och Lerums kommuner. Han var under senare år även en återkommande debattör i stadsbyggnadsfrågor i Göteborgs-Posten.